# Comuna Câmpulung pe Ceremuș, Putila
Câmpulung pe Ceremuș (în ucraineană Довгопілля, transliterat: Dovhopillea) este o comună în raionul Putila, regiunea Cernăuți, Ucraina, formată din satele Câmpulung pe Ceremuș (reședința), Hreblîna, Plita și Stebni.

## Demografie
Componența lingvistică a comunei Câmpulung pe Ceremuș
     Ucraineană (99,71%)
     Alte limbi (0,29%)
Conform recensământului din 2001, majoritatea populației comunei Câmpulung pe Ceremuș era vorbitoare de ucraineană (99,71%), existând în minoritate și vorbitori de alte limbi.